# Храм Благовещения Божией Матери (Сан-Паулу)
Храм Благовещения Божией Матери — небольшой храм Аргентинской и Южноамериканской епархии Русской православной церкви, расположенный в Сан-Паулу в Парке Независимости Бразилии. В 1949-2013 годах службы в храме проводили грекокатолики.

## История
Церковь была основана в 1892 году португальским католическим священником Жозе де Алмейда Силвой на холме в окружении леса. Жозе де Алмейда Силва умер в 1918 году, ещё некоторое время часовня была открыта для желающих помолиться, но в 1924 году была закрыта.
Новый этап развития церкви связан с прибытием в Сан-Паулу католических священников византийско-славянского обряда. Первая община, принадлежавшая к «русскому апостолату» была основана в 1949 приехавшими из Европы русскими эмигрантами. В 1954 году бразильскими католическими монахинями им было передано здание для устройства здесь прихода византийского обряда. В Сан-Паулу в то время находилось основная часть русских эмигрантов, живших в Бразилии.
Иконы для иконостаса написал Михаил Лобанов, его же кисти принадлежит образ святителя Николая Чудотворца. Иконы двенадцати праздников — работы художника Николая Мишаткина. Запрестольную икону священник Фёдор Вилькок привез из Китая. Две большие клиросные иконы, изображающие святителя Алексия, митрополита Московского и преподобного Сергия Радонежского выполнил художник Дмитрий Измайлович
Благовещения Пресвятой Богородицы на Ипиранге стала центром русскоязычной католической общины византийского обряда в Бразилии. Церковь становится известна как «igrejinha dos russos». По словам диакона Маркелла Пайвы: «Многие верующие провели всю свою жизнь, полагая, что они находсятся в каноническом православном приходе, но на самом деле это был униатский приход».
С приходом тесным образом был связан Интернат для русских мальчиков св. Владимира в Иту.
С 1969 по 1996 община издавала газету «Друзьям и знакомым» («Comunicação aos Amigos e Conhecidos»), инициатором издания был, приехавший в 1969 Викентий Пупинис, священник иезуит литовского происхождения. В 1972 общину посетил епископ Андрей (Катков).
Настоятель храма в 1966—2004 годах иеромонах-иезуит Иоанн Штойссер неоднократно говорил, что завещает приход Московскому Патриархату.
После смерти в 2004 году Иоанна Штойссера настоятеля в храме не было. Приходили многие священники из других юрисдикций, но Людмила Ла-Неве, которая, по сути, все эти годы выполняла функции старосты, не спешила с принятием решения. За эти годы к храму пристроили большое светлое помещение для трапезы, раз в месяц прихожане собирались на богослужение.
21 февраля 2006 года в Благовещенского храма отслужил Литургию митрополит Смоленский и Калининградский Кирилл (Гундяев).
С 2012 года в Сан-Пауло раз в месяц проводили богослужения священники Московского Патриархата. Епископ неканонической РПЦЗ(А) Григорий (Петренко) на архиерейском соборе данной юрисдикции в мае 2012 года отмечал: «В Сан-Пауло из РПЦЗ МП прислан для создания прихода священник Сергий, который развернул активную кампанию по пропаганде унии с Московской Патриархией и переманиванию верующих. Рассылает агитационные письма, соблазнилась которыми малая группа людей».
В первое воскресение августа 2013 года в этом храме отслужили два священника Московского Патриархата протоиерей Анатолий Топала и иерей Дионисий Казанцев. После этого там регулярно стали совершаться богослужения клириками Московского Патриархата.
Как отметил епископ Леонид (Горбачёв) в 2014 году:

Я увидел здесь многих людей, которые имеют искреннюю живую православную веру, и мы со своей стороны сделаем всё, чтобы окружить их вниманием и заботой. Последние два года священники нашей епархии раз в месяц совершают здесь богослужения по просьбе общины. Они обратились с просьбой к Святейшему Патриарху, собрали подписи с тем, чтобы мы приняли их под омофор Московского патриархата.

26 марта 2014 года епископ Аргентинский и Южноамериканский Леонид (Горбачёв) на встрече с кардиналом Одилу Педру Шерером в его домашней резиденции обсудил вопросы связанные с положением общины Благовещенского храма района Ипиранга.
Генконсульство России в Сан-Паулу оказывает приходу посильную помощь. К Пасхе 2015 года старые поваленные деревья, ветки и листья были вручную вычищены сотрудниками Генконсульства России в Сан-Паулу, которые трудились вместе с членами своих семей.
С начала 2015 года настоятель Благовещенского храма в Сан-Паулу иерей Дионисий Казанцев стал посещать и духовно окормлять заключенных в тюрьмах штата Сан-Паулу российских граждан. Помимо этого, отец Дионисий осуществляет помощь заключенным в поддержании контактов с родственниками посредством передачи писем. Ещё одним направлением деятельности прихода являются периодические сборы продуктов питания для передачи в дом престарелых «А. Франко». Приход организует детские утренники, культурные вечера. При храме действует библиотека классической и детской литературы, организованы курсы португальского языка для начинающих.
21 февраля 2016 года в завершение визита в Бразилию Патриарх Московский и всея Руси Кирилл посетил Благовещенский храм. В память о посещении храма Предстоятель Русской Церкви передал приходу икону Божией Матери «Неопалимая Купина».

## Настоятели
католический храм
- Василий Буржуа (1951 — 8 апреля 1963)
- Федор Вилькок (1963—1966)[20]
- Иоанн Штойссер (1966—2004)[21]

православный храм
- Дионисий Казанцев (с 2014)[22]

## Фотогалерея
Иконы написанные М. М. Лобановым